# 大武美保子
大武 美保子（おおたけ みほこ）は、日本のロボット研究者。博士（工学）（東京大学）。高齢者の認知症を予防する『ふれあい共想法』を開発した。

## 来歴
東京大学21世紀COE研究員、同大学人工物工学研究センター助教授、千葉大学大学院工学研究科准教授を経て、理化学研究所「革新知能統合研究センター」チームリーダー（認知行動支援技術チーム）。NPO法人ほのぼの研究所を創設し、代表理事・所長も務めている。
過去にはロボット系の女性研究者の活動『Women in Robotics』や、同分野における若手研究者の活動でも活躍した。2014年科学技術分野の文部科学大臣表彰「若手科学者賞」受賞。

## 著作

### 学位論文
- 大武美保子『Modeling, Design and Control of Electroactive Polymer Gel Robots』東京大学〈博士論文（博工第5422号、甲17964）〉、2003年3月。（英語）

日本語名「電場応答性高分子ゲルロボットのモデリング・設計・制御」

### 著書
（主著）
- Mihoko Otake (2009). Electroactive Polymer Gel Robots - Modelling and Control of Artificial Muscles. Springer Tracts in Advanced Robotics Vol.59. Springer-Verlag. ISBN 978-3-540-23955-0
- 大武美保子『介護に役立つ共想法』中央法規出版、2012年1月。ISBN 978-4-8058-3593-7。

（共著）
- 大武美保子 著「健康を育む知」、人工知能学会 監修、諏訪正樹、堀浩一 編著 編『一人称研究のすすめ－知能研究の新しい潮流－』近代科学社、2015年4月。ISBN 9784764904811。
- 大武美保子 著「視点をつなぐ「ふれあい共想法」」、上田紀行ほか著 編『貢献する心－ヒトはなぜ助け合うのか－』工作舎、2012年2月。ISBN 9784875024422。

### 解説（研究関係）
- 大武美保子「ゲルアクチュエータ」『日本ロボット学会誌』第21巻第7号、2003年、713-716頁。
- 大武美保子「スマートゲル」『日本ロボット学会誌』第24巻第4号、2006年、460-465頁。
- 加藤元一郎、大武美保子、新井航平、前田貴記、池本有助、川端邦明、高木利久、淺間一「他者の視線・意図理解および行為における意志作用感の神経機構に関する検討-社会的認知が可能なロボットの設計をめざして」『計測と制御』第46巻第12号、2007年、940-944頁。
- 大武美保子「アプローチの方法 コミュニケーション障害に対する方法「共想法」」『地域リハビリテーション』第5巻第12号、2010年12月、1049-1052頁。
- 大武美保子「やわらかい機械と機会を創る－ゲルロボットから認知活動支援へ－」『日本機械学会誌』第115巻第1122号、2012年5月、327-330頁。
- 大武美保子「この本！～おすすめします～ 本を通して人に会い学問を創る 老年言語学，回想法，そして共想法」『情報管理』第58巻第4号、2015年、322-325頁。

### 解説（交流関係）
- 大武美保子、本間敬子、横井浩史、淺間一、新井民夫「Women in Robotics towards Human Science, Technology and Society at IAS-9」『日本ロボット学会誌』第24巻第5号、2006年、564-569頁。
- 青井伸也、石井裕之、川原知洋、高橋正樹、成川輝真、山田浩也、栗田雄一、菅原雄介、大武美保子「僕達・私達と21世紀COE」『日本ロボット学会誌』第25巻第3号、2007年、374-379頁。
- 大武美保子、佐藤知正、武市正人「神経系の双方向マルチスケールシミュレーションと100時間ワークショップ」『日本ロボット学会誌』第25巻第3号、2007年、330-333頁。
- 菅原雄介、清水正宏、瀬戸文美、大武美保子、中岡慎一郎「第25回ロボット学会学術講演会一般公開セッション「ロボティクス若手ネットワーク・オープンセミナー『君と共に, ロボティクスが拓く未来』」報告」『日本ロボット学会誌』第26巻第1号、2008年、38頁。

## 業績

### 特許出願
（登録特許）
- 特許第6206913号「笑い促進プログラム及び笑い促進装置」 - 特許権者：千葉大学、発明者：大武美保子 、永井大幹 、山口健太 、小寺達也、出願日：2013年10月13日、特許期限：2033年10月13日。
- 特許第5799410号「会話支援装置および会話支援方法」 - 出願人：東京大学、発明者：大武美保子、山口太一 、太田順、出願日：2011年3月20日、特許期限：2031年3月20日。
- 特許第4054879号「運動学習支援装置及び方法、運動学習支援プログラム及び該プログラムを記録した記録媒体」 - 特許権者：東京大学、発明者：大武美保子、中村仁彦、出願日：2004年9月10日、特許期限：2024年9月10日。
- 特許第4016112号「運動情報−神経情報変換装置及び方法、運動情報−神経情報変換プログラム及び該プログラムを記録した記録媒体」 - 特許権者：東京大学、発明者：大武美保子、中村仁彦、出願日：2004年6月15日、特許期限：2024年6月15日。

（出願中のもの）
- 特許公開第2017-219845号「発話促進装置及び発話促進プログラム」 - 出願人：千葉大学、発明者：大武美保子、大瀧光、出願日：2017年6月5日。
- 特許公開第2017-219829号「近時記憶支援装置及び近時記憶支援プログラム」 - 出願人：千葉大学、発明者：大武美保子、クーエルシン、出願日：2017年3月31日。
- 特許公開第2017-212008号「笑い促進プログラム及び笑い促進装置」 - 出願人：千葉大学、発明人：大武美保子、永井大幹、山口健太、小寺達也、出願日：2017年8月11日。
- 特許公開第2011-078753号「運動学習支援装置及び方法」 - 出願人：東京大学、発明者：大武美保子ほか、出願日：2010年9月11日。

### 競争的資金
（科学研究費助成事業）
- 2017-2019年度 - 新学術領域研究（研究領域提案型）「会話支援技術と認知行動療法に基づく主体価値発展支援システムの開発」
- 2014-2015年度 - 新学術領域研究（研究領域提案型）「言語処理に基づくこころの時間の計数可視化インタフェースの開発」
- 2012-2013年度 - 新学術領域研究（研究領域提案型）「非言語情報の認識と言語情報の利活用に基づく会話支援ロボットの開発」
- 2010-2011年度 - 新学術領域研究（研究領域提案型）「会話支援ロボットの開発と会話双方向性計測法による相互作用のモデル化」
- 2007-2008年度 - 特定領域研究「実世界情報並列計算基盤の開発」
- 2004-2005年度 - 若手研究B「筋のマルチスケールシミュレーションによる深部感覚推定法の開発」

（科学技術振興機構）
- 2010年- さきがけ「大規模会話データに基づく個別適合型認知活動支援」[15] - 『知の創生と情報社会』領域
- 2004年- さきがけ「神経系の双方向マルチシミュレータの開発」[11] - 『シミュレーション技術の革新と実用化基盤の構築』領域